# Maesycwmmer
Maesycwmmer är en community i Storbritannien.   Den ligger i kommunen Caerphilly och riksdelen Wales, i den södra delen av landet, 210 km väster om huvudstaden London.